# Liste der Bodendenkmale in Lawitz
Die Liste der Bodendenkmale in Lawitz enthält alle Bodendenkmale der brandenburgischen Gemeinde Lawitz. Grundlage ist die Veröffentlichung der Landesdenkmalliste mit dem Stand vom 31. Dezember 2020. 
| Gemarkung     | Flur | Kurzansprache                                    | Bodendenkmalnummer | Bemerkung | Bild |
| ------------- | ---- | ------------------------------------------------ | ------------------ | --------- | ---- |
| Lawitz (Lage) | 3    | Siedlung Bronzezeit                              | 90094              |           |      |
| Lawitz (Lage) | 1, 2 | Dorfkern deutsches Mittelalter, Dorfkern Neuzeit | 90095              |           |      |
| Lawitz (Lage) | 2, 3 | Siedlung Urgeschichte, Schanze Neuzeit #         | 90096              |           |      |
| Lawitz (Lage) | 3    | Siedlung Urgeschichte, Siedlung Steinzeit        | 90097              |           |      |
| Lawitz (Lage) | 3    | Siedlung Steinzeit                               | 90098              |           |      |
| Lawitz (Lage) | 2    | Siedlung Urgeschichte                            | 90100              |           |      |
| Lawitz (Lage) | 3    | Mühle deutsches Mittelalter, Mühle Neuzeit       | 90744              |           |      |
| Lawitz (Lage) | 3    | Siedlung Bronzezeit, Siedlung Urgeschichte       | 90799              |           |      |